# Sigismund de Courten

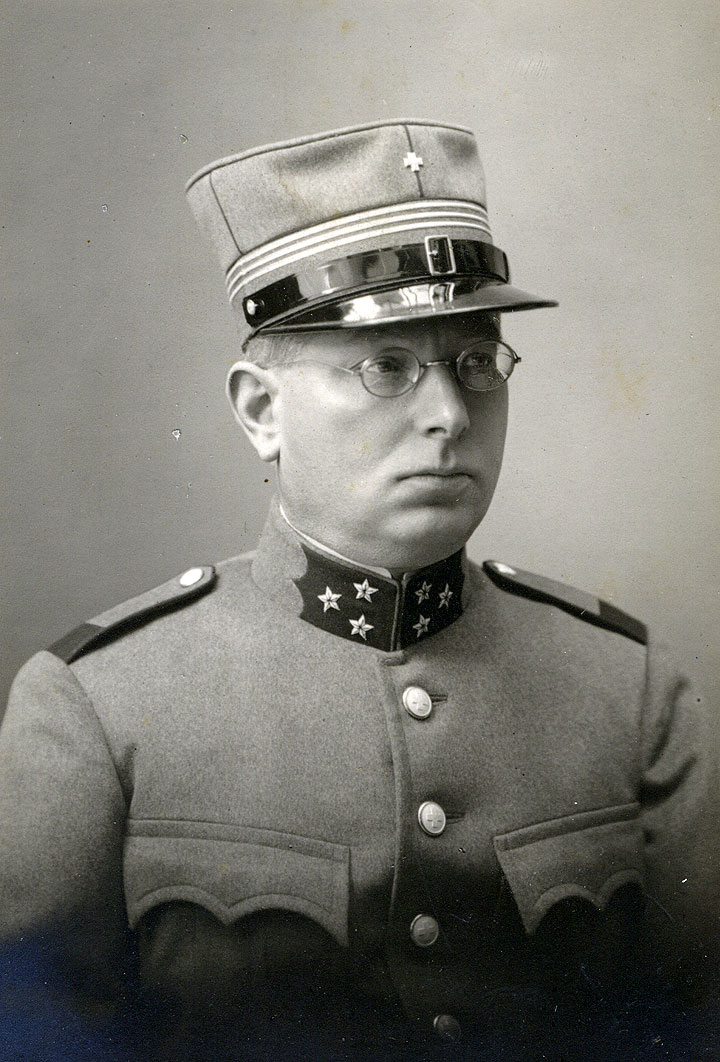
Sigismund de Courten (1917)

Sigismund de Courten OSB (* 9. Oktober 1867 in Sitten; † 13. November 1947) war ein Schweizer Ordensgeistlicher.

## Leben
Der Benediktiner aus dem Stift Einsiedeln war von 1914 bis 1918 Abgeordneter des schweizerischen Bundesrates und des Heiligen Stuhls zur Inspektion von Kriegsgefangenenlagern. 1919 wurde er Subprior. Ab 1922 war er Kapitelsekretär in Einsiedeln. 1926 wurde er Spiritual in Kloster Heiligkreuz (Cham) und 1932 Beichtvater für das Kloster in der Au (Trachslau).

## Schriften (Auswahl)
- Vade-mecum du pèlerin a Notre-Dame des Ermites. Einsiedeln 1913, OCLC 739732864.
- L’abbaye et le pèlerinage de Notre-Dame-des-Ermites. Guide du pèlerin et du touriste. Einsiedeln 1927, OCLC 635645110.
- Die Friedensmission der Schweiz. Referat des Feldpredigers Hauptmann Sigismund de Courten, gehalten an der Generalversammlung der schweiz. Feldprediger, in Sursee, den 19. Juni 1928. Cham 1928, OCLC 79164213.
- Les plus belles prières du Chemin de la Croix. Einsiedeln 1934, OCLC 1040387740.